# Kohmi Hirose
Kohmi Hirose (jap. 広瀬香美 Hirose Kōmi; ur. 12 kwietnia 1966) – japońska piosenkarka popowa i autorka tekstów. Od czasu wydania jej najlepiej sprzedającego się singla, Romance no kamisama w 1993 roku Hirose nagrywała muzykę do reklam sportowych sprzętów zimowych firmy Alpen. Dzięki temu w Japonii zyskała przydomek „Królowa Zimy” (jap. 冬の女王 Fuyu no joō).

## Życiorys
Po powrocie z Ameryki Hirose wydała swój pierwszy album Bingo! w lipcu 1992 roku, ale jej pierwszym wielkim hitem został trzeci singel Romance no kamisama, wydany 1 grudnia 1993 roku, który sprzedał się w ilości 1,75 miliona egzemplarzy. Kolejny album i singel wydany tego samego roku, a także jej umowa sponsorska z firmą produkującą sprzęty narciarskie Alpen, dla której skomponowała i wykonała piosenki do zimowych spotów reklamowych przyniosły jej tytuł „Królowa Zimy” (jap. 冬の女王 Fuyu no joō). Kompilacja z jej singlami, zatytułowana Hirose Kōmi THE BEST "Love Winters", została sprzedana w ilości 2,4 mln egzemplarzy i zyskała status płyty multi-milion.

## Dyskografia
| - Bingo! (22.07.1992) - GOOD LUCK! (24.03.1993) - SUCCESS STORY (16.12.1993) - Harvest (16.12.1994) - Love Together (16.12.1995) - welcome-muzik (05.02.1997) - rhapsody (15.01.1998) - Music D. (16.12.1999) - LOVEBIRD (16.12.2004) - Gift+ (22.11.2006) - Making My Life Better (03.12.2008) - And.Love.Again. (05.12.2012) - Beginning Part.2 (21.06.1995) - Thousands of Covers Disc1 (21.08.1997) - DRAMA Songs (20.01.2010) - Meikyoku Album (jap. 名曲アルバム Meikyoku Arubamu) (15.12.2010) - Love X'mas (23.11.2011) | - Ai ga areba daijōbu (jap. 愛があれば大丈夫) (02.12.1992) - Futari no Birthday (jap. 二人のBirthday) (21.05.1993) - Romance no kamisama (jap. ロマンスの神様) (01.12.1993) - Dramatic ni koishite (jap. ドラマティックに恋して) (11.05.1994) - Shiawase o tsukamitai (jap. 幸せをつかみたい) (01.12.1994) - Ai wa Ballade (jap. 愛はバラード) (24.05.1995) - Gelaende ga tokeru hodo koishitai (jap. ゲレンデがとけるほど恋したい) (01.12.1995) - DEAR...again (11.11.1996) - Mafuyu no kaerimichi (jap. 真冬の帰り道) (01.01.1997) - Natsu da mon (jap. 夏だモン) (24.07.1997) - promise (27.11.1997) - Pianissimo (jap. ピアニシモ) (15.01.1998) - Groovy! (23.09.1998) - Strobo (jap. ストロボ) (02.12.1998) - I Wish (21.01.1999) - Koi no Best 10 (jap. 恋のベスト10) (20.11.1999) - BEGIN ~Ikutsumono fuyu o koete~ (jap. BEGIN 〜いくつもの冬を越えて〜) (13.01.2000) - Only One ~Only One~ (jap. Only One 〜オンリー・ワン〜) (23.03.2000) - More More Love Winters (22.11.2000) - Search-Light (24.01.2001) - Tasogare (jap. 黄昏) (21.09.2001) - Velvet (05.12.2001) - Tsuki no shita de aimashō (jap. 月の下で逢いましょう) (23.01.2002) - Hizuke henkōsen (jap. 日付変更線) (17.11.2004) - GIFT/Ai wa tokkoyaku (jap. GIFT／愛は特効薬) (15.02.2006) - Torokeru Rhythm (jap. とろけるリズム) (16.12.2009) |

### Best album
- Hirose Kōmi THE BEST "Love Winters" (jap. 広瀬香美 THE BEST "Love Winters") (11.11.1998)
- Hirose Kōmi THE BEST Love Winters~ballads (jap. 広瀬香美 THE BEST Love Winters〜ballads) (08.11.2001)
- Alpen Best Kohmi Hirose (05.12.2007)
- Tie up Collection ~Hirose Kōmi no TV de kiita ano kyokutachi~ (jap. タイアップコレクション〜広瀬香美のテレビで聴いたあの曲達〜 Taiappu korekushon 〜Hirose Kōmi no terebi de kiita ano kyokutachi〜) (16.12.2009)
- SINGLE COLLECTION (23.11.2011)
- Winter High!! ~Best Of Kohmi's Party~ (03.12.2014)